# Пшиглув
Пшиглув (пол. Przygłów) — село в Польщі, у гміні Сулеюв Пйотрковського повіту Лодзинського воєводства.
Населення — 1060 осіб (2011).
У 1975-1998 роках село належало до Пйотрковського воєводства.

## Демографія
Демографічна структура станом на 31 березня 2011 року:
|          | Загалом | Допрацездатний вік | Працездатний вік | Постпрацездатний вік |
| -------- | ------- | ------------------ | ---------------- | -------------------- |
| Чоловіки | 507     | 97                 | 361              | 49                   |
| Жінки    | 553     | 92                 | 350              | 111                  |
| Разом    | 1060    | 189                | 711              | 160                  |